# Guntersville
Guntersville és una població dels Estats Units a l'estat d'Alabama. Segons el cens del 2000 tenia 7.395 habitants.

## Demografia
Segons el cens del 2000, Guntersville tenia 7.395 habitants, 3.061 habitatges, i 1.971 famílies. La densitat de població era de 120,7 habitants/km².
Dels 3.061 habitatges en un 27,5% hi vivien nens de menys de 18 anys, en un 47,5% hi vivien parelles casades, en un 13,7% dones solteres, i en un 35,6% no eren unitats familiars. En el 32,4% dels habitatges hi vivien persones soles el 14,4% de les quals corresponia a persones de 65 anys o més que vivien soles. El nombre mitjà de persones vivint en cada habitatge era de 2,28 i el nombre mitjà de persones que vivien en cada família era de 2,88.
Per edats la població es repartia de la següent manera: un 22,4% tenia menys de 18 anys, un 7,1% entre 18 i 24, un 27% entre 25 i 44, un 24,3% de 45 a 60 i un 19,2% 65 anys o més.
L'edat mediana era de 41 anys. Per cada 100 dones hi havia 88,8 homes. Per cada 100 dones de 18 o més anys hi havia 84,8 homes.
La renda mediana per habitatge era de 29.882 $ i la renda mediana per família de 39.464 $. Els homes tenien una renda mediana de 36.175 $ mentre que les dones 20.480 $. La renda per capita de la població era de 18.503 $. Aproximadament l'11,2% de les famílies i el 14,2% de la població estaven per davall del llindar de pobresa.

## Poblacions properes
El següent diagrama mostra les poblacions més properes.